# Phase (album)
Phase è il primo album in studio del cantante britannico Jack Garratt, pubblicato il 19 febbraio 2016.

## Tracce
1. Coalesce (Synesthesia Pt. II) – 2:23
2. Breathe Life – 4:23
3. Far Cry – 3:54
4. Weathered – 4:35
5. Worry – 4:03
6. The Love You're Given – 5:00
7. I Know All What I Do – 3:03
8. Surprise Yourself – 4:21
9. Chemical – 3:35
10. Fire – 4:18
11. Synesthesia Pt. III – 2:26
12. My House Is Your Home – 4:58

CD bonus nell'edizione deluxe
1. Falling – 3:59
2. Water – 3:40
3. I Couldn't Want You Anyway – 4:35
4. Remnants – 5:57
5. Synesthesia, Pt. I – 3:49
6. Lonesome Valley – 5:42
7. Water (Acoustic) – 4:55